# الهجوم على أسطول الحرية لغزة 2025
في الصباح الباكر من يوم الجمعة 2 مايو 2025، تعرضت سفينة تابعة لأسطول الحرية لغزة - والتي كانت تحمل 16-30 ناشطاً دولياً في مجال حقوق الإنسان ومساعدات إنسانية متجهة إلى قطاع غزة - لهجوم من طائرات بدون طيار في المياه الدولية قبالة سواحل مالطا. وقعت الحادثة على بعد حوالي 14–17 ميل بحري (26–31 كـم) من مالطا خارج مياهها الإقليمية (في المياه الدولية).  

## تفاصيل
أفاد تحالف أسطول الحرية أن السفينة تعرضت لهجومين بطائرات بدون طيار حوالي الساعة 00:23 بالتوقيت المحلي، حيث استهدفت الهجمتان مولدات الطاقة في مقدمة السفينة.  تسببت الضربات في اندلاع حريق وخرق في هيكل السفينة، مما جعلها مُعرضة لخطر الغرق الوشيك.     وتُظهر مقاطع فيديو نشرها التحالف على وسائل التواصل الاجتماعي ألسنة اللهب والدخان على متن السفينة، كما أظهرت لقطات منفصلة صوت انفجارين، على الرغم من عدم التحقق من هذه المقاطع بشكل مستقل. كانت السفينة التي تم تحديدها باسم «الضمير» والمسجلة تحت علم دولة بالاو، تنقل مساعدات وإمدادات إنسانية ونشطاء كجزء من مهمة لتحدي الحصار الإسرائيلي على غزة من خلال العمل المباشر غير العنيف.  وقال الجيش الإسرائيلي إنه كان ينظر في التقارير المتعلقة بالهجوم  الذي وقع على بعد 1,200 ميل (1,900 كـم) بعيدًا عن سواحل فلسطين.

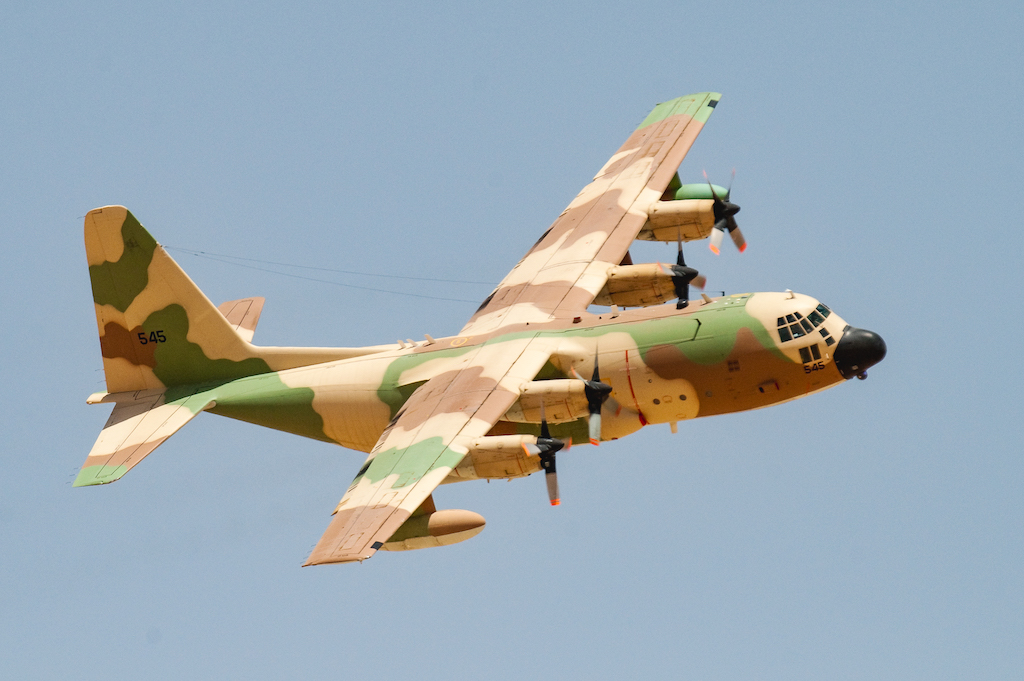
طائرة C-130 تابعة لجيش الإحتلال الإسرائيلي، مماثلة لتلك التي حلقت فوق مالطا يوم الخميس 1 مايو 2025م.

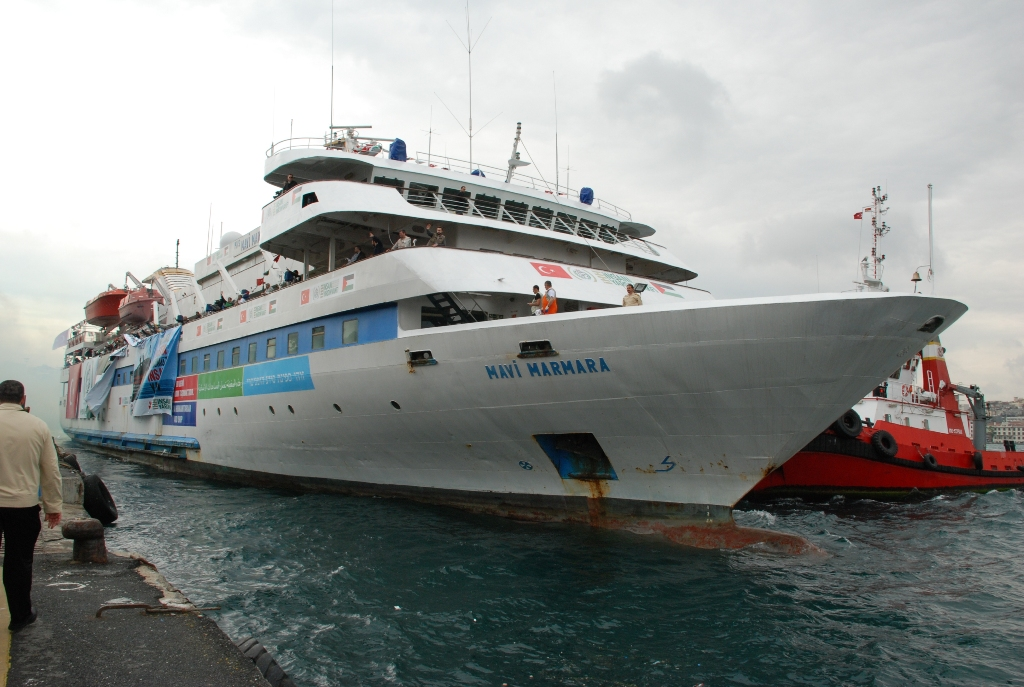
سفينة «مافي مرمرة» في أنطاليا، تركيا متوجهة إلى غزة في 22 مايو 2010م.

## الخلفية

### الحصار الإسرائيلي لقطاع غزة خلال حرب غزة
منذ 9 أكتوبر 2023، فرضت إسرائيل "حصارًا شاملًا" على قطاع غزة عقب هجوم حماس، حيث قطعت في البداية الغذاء والماء والدواء والوقود والكهرباء قبل أن تخفف القيود جزئيًا مع دخول مساعدات محدودة اعتبارًا من 21 أكتوبر 2023.  وعلى الرغم من بعض الوصول الإنساني، واصلت إسرائيل فرض قيود صارمة، حيث منعت 56% من المساعدات إلى شمال غزة في يناير 2024 ومنعت توصيل الغذاء إلى 1.1 مليون فلسطيني بحلول فبراير 2024. واعتبارًا من 2 مارس 2025، منعت إسرائيل دخول جميع الإمدادات إلى غزة تمامًا، مسجلةً بذلك أطول إغلاق كامل في تاريخ الحصار. وقد أدى الحصار إلى خلق أزمة إنسانية وظروف مجاعة تفاقمت بسبب الغارات الجوية على البنية التحتية الغذائية، حيث أفادت منظمات الإغاثة بخلو الأسواق وسوء تغذية الأطفال. وقد اشترطت إسرائيل رفع الحصار بعودة الرهائن الذين اختطفتهم حماس، وهو موقف انتُقد باعتباره عقابًا جماعيًا وجريمة حرب محتملة أدت إلى تفاقم الأزمة الإنسانية في غزة بشكل كبير.

### أسطول الحرية

تظهر واجهة سفينة أسطول الحرية لغزة أضرارًا هيكلية بالغة بعد الهجوم المزعوم بطائرة بدون طيار

مهمة الأسطول هي توصيل المساعدات الإنسانية إلى غزة والاحتجاج على الحصار الإسرائيلي المستمر، والذي كان نقطة جدل دولي وشهد اعتراض مهام أساطيل مماثلة في الماضي، بما في ذلك الغارة القاتلة على أسطول غزة عام 2010 على سفينة مافي مرمرة. لو لم يحدث الهجوم، لكانت جريتا ثونبرج والعقيد السابقة في الجيش الأمريكي ماري آن رايت ، بالإضافة إلى 40 ناشطًا آخرين، قد صعدوا على متن السفينة في مالطا.  سحبت بالاو علمها من القائمة قبل الهجوم، وهددت السلطات في مالطا واليونان وتركيا بمصادرة السفينة إذا وصلت إلى الميناء.

## عقب الهجوم

### الاستجابة الفورية
في أعقاب الهجوم، أصدرت السفينة إشارة استغاثة SOS. استجابت قبرص بإرسال قارب إنقاذ، وأرسلت القوات المسلحة المالطية قارب دورية للمساعدة في إخماد الحريق وإنقاذ من كانوا على متنه.    وقيل إن القارب القبرصي لم يقدم الدعم الكهربائي اللازم. 
والحادث لا يزال مستمرا، عمليات الإنقاذ جارية، ومن المتوقع ورود المزيد من التحديثات مع استجابة السلطات وتوافر المزيد من المعلومات. بعد بدء عمليات مكافحة الحرائق الساعة 1:28 صباحًا، أُرسلت سفينة تابعة لـ AFM. وبحلول الساعة 2:13 صباحًا، تأكدت سلامة جميع أفراد الطاقم، لكنهم رفضوا الصعود إلى القاطرة.
تظل السفينة في خطر الغرق بسبب الحريق وخرق الهيكل. اعتبارًا من الساعة 3:45 صباحًا، أفادت الحكومة المالطية أن السفينة آمنة أيضًا. كانت هناك تقارير متضاربة حول عدد أفراد الطاقم/الناشطين على متن السفينة، بينما قالت الحكومة المالطية إنه كان هناك 16 شخصًا على متنها (12 من أفراد الطاقم و4 مدنيين)؛ وقالت أسطول الحرية لغزة إنه كان هناك 15 من أفراد الطاقم و15 مدنيًا.

## ردود الفعل
أدانت آنا ميراندا باز، العضوة الإسبانية في البرلمان الأوروبي، الهجوم وألقت باللوم فيه على إسرائيل. وفي بيان، أعرب الحزب السياسي المالطي AD+PD عن تضامنه وغضبه إزاء ما وصفه بأنه "هجوم إرهابي شنته إسرائيل". ووصفت غريتا ثونبرغ الحادث بأنه مثال على تجاهل القانون الدولي وحقوق الإنسان. وأعربت عن قلقها على سلامة الأفراد على متن السفينة، وأشارت إلى قرب موقع الهجوم المزعوم من دولة عضو في الاتحاد الأوروبي. وأفاد ناشطون مقيمون في مالطا أنهم كانوا يحاولون الصعود إلى متن السفينة لعدة أيام، لكنهم لم يحصلوا على تصريح من السلطات المحلية.
ردًا على تحليق طائرة سي-130 الإسرائيلية، نقلت صحيفة تايمز أوف مالطا عن مصدر عسكري مالطي مجهول قوله: "ما حدث خطير للغاية. يبدو أن إسرائيل حلقت بطائرة عسكرية غير مرخصة فوق مالطا، وهي دولة عضو في الاتحاد الأوروبي، في انتهاك لحيادنا. هذا أمر خطير للغاية".
وقد نفت السلطات المالطية علنًا أي خرق لمجالها الجوي. بعد أن دعا الطاقم الحكومة المالطية للسماح لهم بدخول المياه الإقليمية المالطية بعد ظهر يوم 3 مايو، 3-4 أميال (4.8-6.4 كم) إلى الداخل حيث رُفض طلبهم. دعت المنظمات غير الحكومية المالطية إلى مظاهرة عامة للمطالبة بمنح الحكومة الدخول في حالات الطوارئ. صرحت الحكومة أنه عُرض على الطاقم والأشخاص الإنقاذ مرة أخرى في 3 مايو، والذي رُفض مرة أخرى.
عرض روبرت أبيلا رئيس وزراء مالطا، المساعدة بشرط السماح للسلطات بتفتيش السفينة وحمولتها، لكن القبطان رفض العرض. 

### الجدول الزمني للحادث

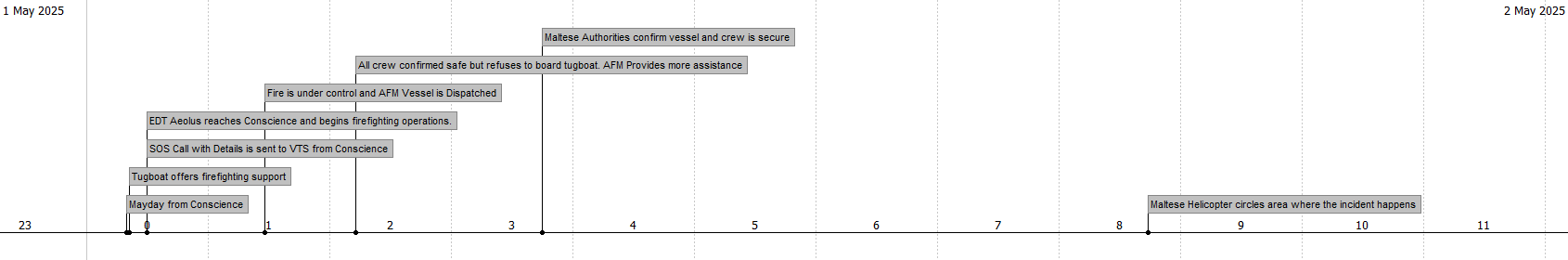
يوضح هذا الجدول الزمني الأحداث الرئيسية والاستجابات للطوارئ التي أعقبت الهجوم بطائرة بدون طيار على سفينة Conscience التابعة لأسطول الحرية في غزة في المياه الدولية قبالة مالطا.

### دوليًا
- تركيا: أدانت تركيا ما وصفته بـ"هجوم غير مقبول" على سفينة المساعدات المدنية المتجهة لغزة، وقال المتحدث باسم وزارة الخارجية التركية أونجو كيتشيلي في بيان نشر على موقع تويتر:"علمنا أن سفينة تدعى كونساينس، تابعة لتحالف أسطول الحرية وتقل مواطنينا، تعرضت للهجوم أثناء إبحارها في المياه الدولية قبالة مالطا"، مضيفًا "الطاقم والركاب بصحة جيدة، وتُبذل الجهود اللازمة بالتعاون مع السلطات المالطية لنقل مواطنينا إلى مكان آمن".[47][48] ولكن رد الفعل أثار ردود فعل عنيفة من جانب ناشطين ومواطنين اتهموا الحكومة التركية ب"النفاق" مشيرين إلى قرارها السابق بمنع نفس السفينة من مغادرة المياه التركية قبل أشهر.[49]